# Nedomice
Nedomice település Csehországban, a Mělníki járásban. Nedomice Ovčáry, Dřísy és Všetaty településekkel határos. Lakosainak száma 329 fő (2024. január 1.).

## Népesség
A település lakosságának változását az alábbi diagram mutatja:
| Lakosok száma | 368  | 398  | 407  | 267  | 241  | 290  | 306  | 309  | 308  | 329  |
|               | 1869 | 1900 | 1921 | 1961 | 1980 | 2011 | 2016 | 2019 | 2021 | 2024 |